# رابرت بلانتورن
رابرت بلانتورن (انگلیسی: Robert Blanthorne; ۸ ژانویهٔ ۱۸۸۴ – ۱۹۶۵ (۸۰−۸۱ سال)) بازیکن فوتبال اهل بریتانیا بود.
از باشگاه‌هایی که در آن بازی کرده‌است می‌توان به باشگاه فوتبال لیورپول، باشگاه فوتبال گریمزبی تاون، باشگاه فوتبال نیوکاسل یونایتد، و باشگاه فوتبال هارتل پول یونایتد اشاره کرد.